# Efferia aestuans
Espèce
Efferia aestuans est un insecte diptère prédateur de la famille des Asilidae (les mouches à toison).